# 논산 연산역 급수탑
논산 연산역 급수탑은 대한민국 충청남도 논산시 연산면, 연산역에 있는 일제 강점기의 공공용 시설이다. 2003년 1월 28일 대한민국의 국가등록문화재 제48호로 지정되었다.

## 개요
현재 남아 있는 급수탑 가운데 연대가 가장 오래된 것으로 급수탑 재료를 석재를 사용한 것이 큰 특징으로서 몸체는 화강석을 쌓았으며 외곽 테두리를 정교하게 다듬고, 나머지 부분을 거칠게 다듬은 모양을 하고 있다.
급수탑 출입구 부분은 아치로 마감하고 이맛돌(Key Stone)의 모양이 매우 정교하며 그 앞의 우물도 화강석 쌓기로 잘 다듬어져 있다.

## 참고 문헌
- 논산 연산역 급수탑 - 국가유산청 국가유산포털